# Generación del 45

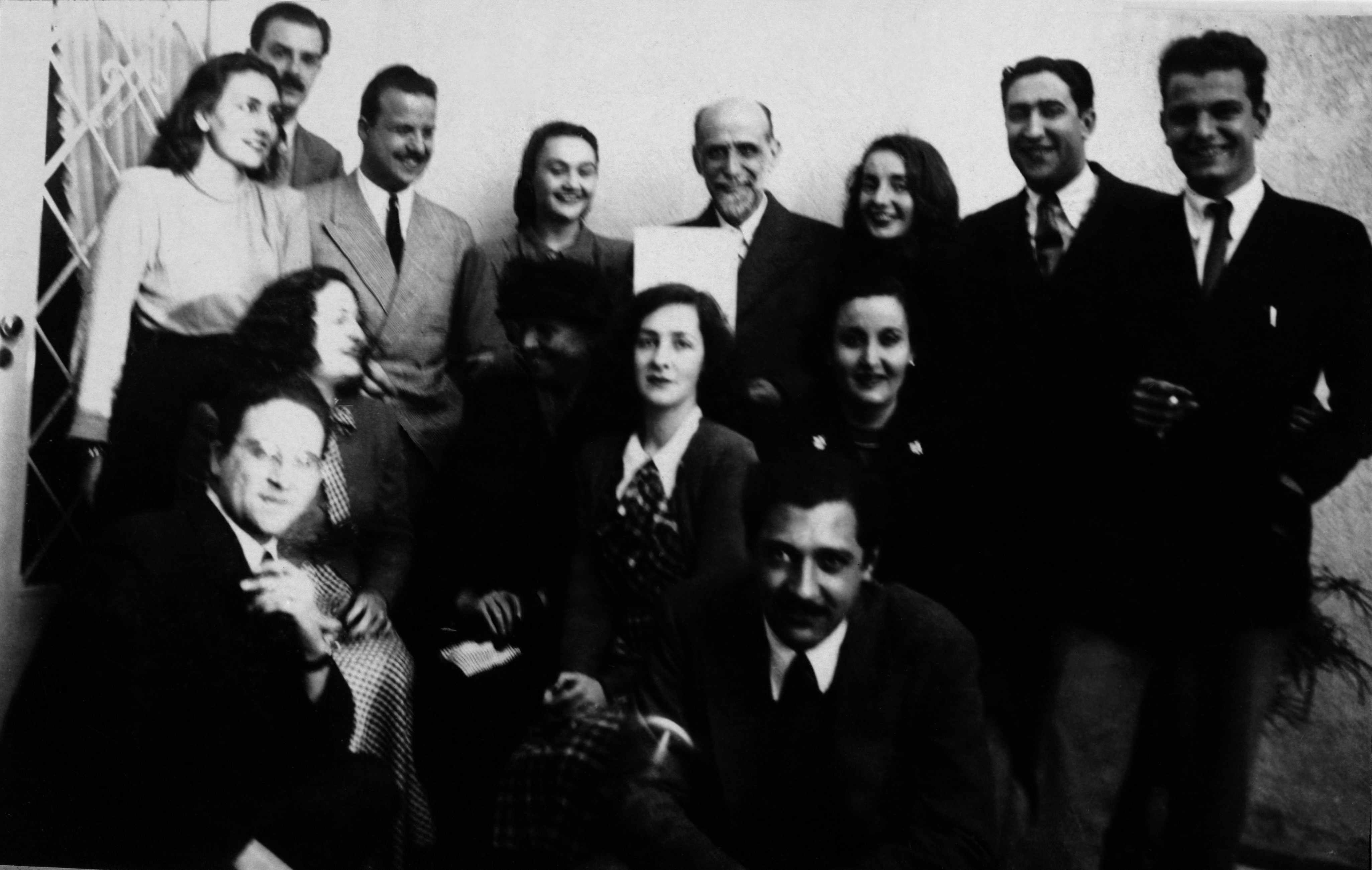
Generationen 45 som tar emot Juan Ramón Jiménez. Från vänster till höger, stående: María Zulema Silva Vila, Manuel Arturo Claps, Carlos Maggi, María Inés Silva Vila, Juan Ramón Jiménez, Idea Vilariño, Emir Rodríguez Monegal, Ángel Rama. Sittande: José Pedro Díaz, Amanda Berenguer, Zenobia Camprubí, Ida Vitale, Elda Lago, Manuel Flores Mora.

Generación del 45 (spanska: Generación del 45) var en grupp författare, främst från Uruguay, som hade ett betydande inflytande över det litterära och kulturella livet i sitt land. Deras namn härrör från att deras karriärer främst började mellan 1945 och 1950.